# Tongmin (köpinghuvudort i Kina, Guizhou Sheng, lat 28,19, long 106,00)
Tongmin (kinesiska: 同民, 同民镇) är en köpinghuvudort i Kina. Den ligger i provinsen Guizhou, i den sydvästra delen av landet, omkring 180 kilometer norr om provinshuvudstaden Guiyang. Antalet invånare är 11 312. Befolkningen består av 5 468 kvinnor och 5 844 män. Barn under 15 år utgör 23,0 %, vuxna 15-64 år 63 %, och äldre över 65 år 13,0 %.